# Salamandrina perspicillata
Salamandrina perspicillata (Окулярна саламандра північна) — вид земноводних з роду Окулярна саламандра родини саламандрові.

## Поширення
Цей вид є ендеміком Італії. Поширений в Апеннінських горах  на північ від річки Вольтурно аж до Лігурії. Мешкає, в основному, у гірських і горбистих районах , як правило, на висоті 200-900 м над рівнем моря. Населяє лісові ділянки з рясним підліском.